# SMS Erzherzog Franz Ferdinand
Le SMS Erzherzog Franz Ferdinand est un cuirassé pré-Dreadnought de classe Radetzky construit pour la Marine austro-hongroise, et nommé d'après la François-Ferdinand d'Autriche.